# ظرفیت نامی
ظرفیت نامی (انگلیسی: Nameplate capacity) که همچنین با عنوان ظرفیت اسمی، ظرفیت اندازه‌گیری شده، ظرفیت نصب‌شده هم مورد اشاره قرار می‌گیرد، تولید و بازدهی پایدار یک کارخانه یا تأسیسات همانند نیروگاه، مولد الکتریکی، کارخانه شیمیایی، معدن، و بسیاری دیگری از این موارد می‌باشد که طبق طراحی صورت گرفته برای آن کارخانه یا تأسیسات، به صورت کامل به بهره‌برداری برسد. در مورد منابع انرژی تجدیدپذیر ناپایدار همچون باد و نور خورشید، ظرفیت نامی تولید و بازدهی تأسیسات مربوط به آنها تحت شرائط ایده‌آل، همچون حداکثر تندی و وزش باد در آن منطقه یا نور شدید خورشید در یک روز آفتابی تابستان می‌باشد.